# 情報は自由になりたがっている

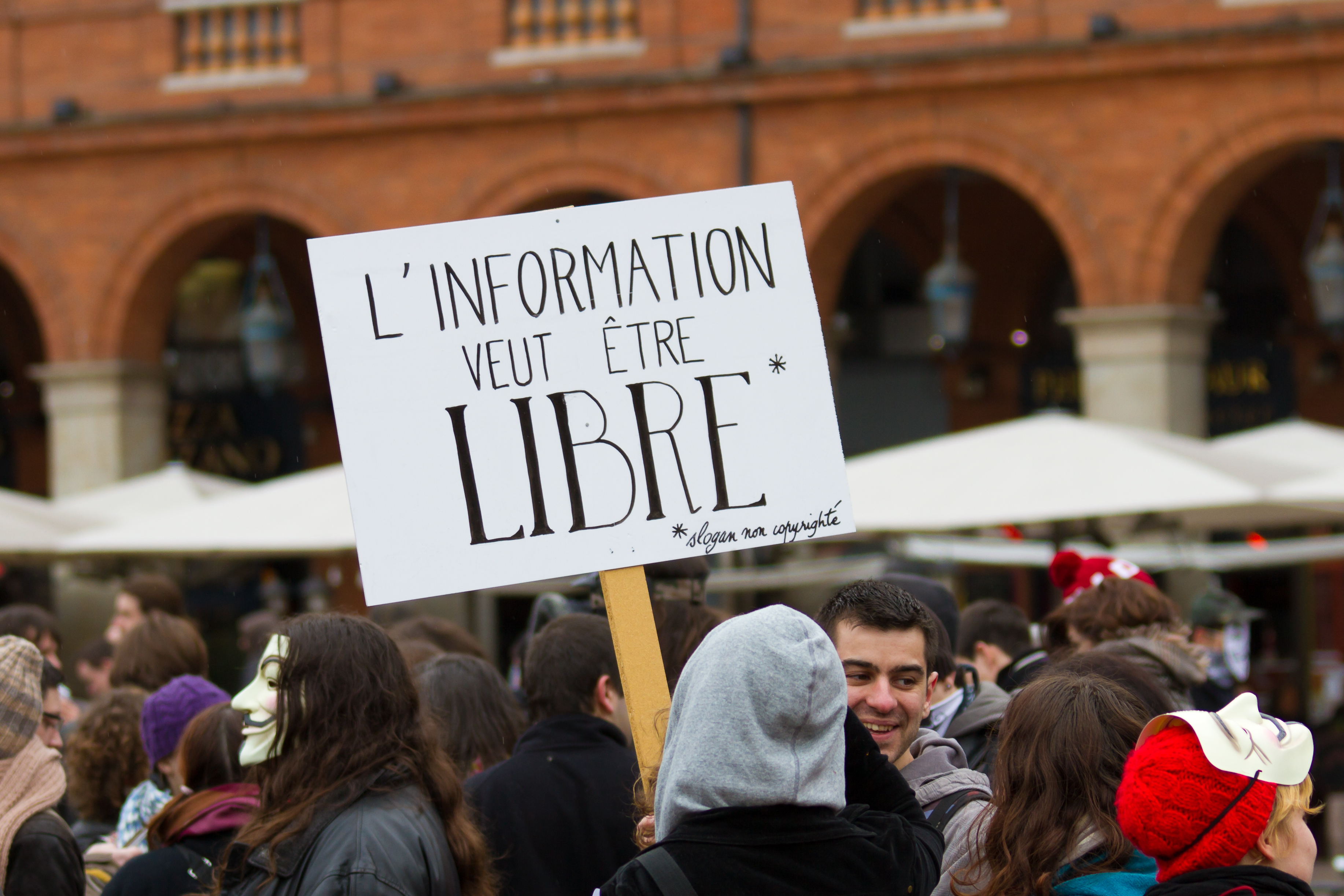
「Information wants to be free（情報は自由になりたがっている）」と書かれたプラカード。フランス・トゥールーズでの反ACTA抗議にて。

情報は自由になりたがっている（じょうほうはじゆうになりたがっている、英: Information wants to be free）とは、すべての人が自由に情報へアクセスできるべきである、あるいは情報が主体として捉えられ、人々の間でできるだけ自由に共有されようと自然に動くものである、という意味の表現である。この表現は、透明性や情報への一般的なアクセスを制限する法律を批判するために、技術系の活動家によってしばしば用いられる。知的財産権法を批判する者は、政府によって与えられた独占権の制度が、情報のパブリックドメインの発展を妨げていると主張する。この表現はスチュワート・ブランドに由来するとされており、1984年のハッカー・カンファレンスにおける発言が録音されている。

## 歴史
このフレーズはスチュワート・ブランドに由来する。ブランドは1960年代後半に『Whole Earth Catalog』を創刊し、テクノロジーは抑圧的ではなく解放的なものになりうると主張していた。この表現の最も初期の記録は1984年の第一回ハッカー・カンファレンスにおいて確認されているが、録画映像によるとブランドの実際の発言はわずかに異なっている。ブランドはスティーブ・ウォズニアックに対して以下のように語った：
一方で、君が言っているようにウォズ、情報は非常に価値があるから高価になりたがる──正しい場所で正しい情報があれば人生が変わるほどだ。だが他方で、情報は自由になりたがる。なぜなら、情報を拡散するコストはどんどん下がっているからだ。この二つの力が互いにせめぎ合っているのだ。。
ブランドのこの発言は、ジョシュア・ガンズによって正確に書き起こされており、ガンズはこの引用がスティーヴ・レヴィによって用いられてきた経緯を研究している。
その後の表現はブランドの著書『The Media Lab: Inventing the Future at MIT』にも見られる。
情報は自由になりたがっている。情報は同時に高価になりたがっている。…この緊張関係は消えることはない。
歴史家エイドリアン・ジョンズによれば、このスローガンは20世紀中頃にはすでに表明されていた見解を体現している。それは、ノーバート・ウィーナー、マイケル・ポラニー、アーノルド・プラントといった人物によって提唱されたものであり、彼らは科学知識の自由な伝達を支持し、特に特許制度を批判していた。

## 無料と自由
この標語のさまざまな表現は曖昧であり、それは情報を所有化することの利点、情報を開放し自由で開かれたものとする利点、またはその両方を主張するために用いられうる。これは非道徳的に情報科学の事実を表す表現として受け取ることも可能である。すなわち、いったん情報が元の発信元を離れて別の場所に渡ると、それ以上の伝播を防ぐ手段は存在せず、そのため情報は自然と広く分配される状態へと向かうというものである。その訴求力の多くは、情報に欲望を帰属させる擬人化の比喩に由来する。1990年にリチャード・ストールマンはこの概念を擬人化なしに規範的に再定義した。
私は、一般的に有用な情報はすべて自由（Free）であるべきだと信じている。「Free」とは価格のことではなく、その情報を複製し、自分の目的に合わせて改変する自由を指している... 情報が一般的に有用である場合、それを再配布することは、それを誰が配布し誰が受け取っていようとも、人類をより豊かにする。
ストールマンの再定義は、ブランドの価値中立的な社会動向の観察に政治的立場を組み込んでいる。

## サイファーパンク
ブランドによる抽象的な人間の構成物（情報）への意志の付与という考え方は、特定の政治的視点（アナキズム）を主張するサイファーパンク運動の一派に採用されている。この文の構成は、「情報は自由であるべきだ」という単なる評価的な観察を超え、情報と知識の内的な力、すなわちエンテレケイアが、プロプライエタリソフトウェア、著作権、特許、サブスクリプションサービスなどの概念と本質的に相容れないことを認めている。彼らは、情報は動的であり、常に成長し進化し続けているため、いかなるイデオロギー的構造の中にも収めることはできないと信じている。
この哲学によれば、ハッカー、クラッカー、フリーカーは、金銭と引き換えに解放されることを要求されている情報の「解放者」である。このネットワークの他の参加者には、人々に公開鍵暗号の使用を教育し、企業や政府による盗聴から通信のプライバシーを守るよう促すサイファーパンク、自由ソフトウェアやオープンソースソフトウェアのソースコードを書くプログラマが含まれる。さらに、ユーザーが通常アカウントを必要とするコンピュータ資源にアクセスできるようにするFree-netを構築する者もいる。彼らはまた、音楽、映画、その他の著作物をインターネットを通じて交換することにより、著作権法を破る可能性もある。
チェルシー・マニングは、エイドリアン・ラモに対して米国政府の文書をウィキリークスに提供する理由を説明する際、「情報は自由であるべきだ」と語ったとされている。マニングはその後、自分が「ハッカー」「クラッカー」「ハクティビスト」「リーカー」などのどれに該当するのかを考えるようになったとされる。

## 文学的用法
ケン・マクラウドによるサイエンス・フィクション小説『Fall Revolution』シリーズでは、情報で構成される存在が実際に「自由を望む」という意味で、表現をもじって使用されている。また、それらの存在の自由を助けたり妨害したりするために、異なる政治的・イデオロギー的議題を持つ複数の人間の登場人物たちが画策する様子が描かれている。
マリー・ルーの『Warcross』二部作では、仮想空間「The Pirate's Den」にそのスローガンが掲げられている。
チャールズ・ストロスの『アッチェレランド』や『シンギュラリティ・スカイ』など、ポスト・シンギュラリティのトランスヒューマン文化を描いたサイバーパンクの世界においては、「情報は自由になりたがっている」という願いが自然法則の一つとして描かれている。